# Chen Tien-Wen
Chen Tien-Wen (en chinois : 陳 天文; né le 1er juin 1978) est un athlète taïwanais, spécialiste du 200 m et du 400 mètres haies.
Il porte le record national du 400 m haies à 48 s 68 en remportant la médaille de bronze lors de l'Universiade de 2001 à Pékin.